# 인터넷 철학 백과사전
인터넷 철학 백과사전(IEP, Internet Encyclopedia of Philosophy)은 철학, 철학적 주제, 철학자를 다루는 학술 온라인 백과사전이다. IEP는 오픈 액세스 출판과 동료 검토를 거친 원본 논문 출판을 결합한다. 기여는 일반적으로 초대를 통해 이루어지며, 기여자는 해당 분야에서 인정받고 선도적인 국제 전문가로 구성된다.

## 역사
IEP는 1995년 철학자 제임스 피저(James Fieser)에 의해 설립되었으며, 철학에 대한 접근 가능하고 학술적인 정보를 제공할 목적으로 비영리 단체를 통해 운영되었다. 현재 일반 편집자는 철학자 제임스 피저와 브래들리 다우덴(Bradley Dowden)이며, 직원 중에는 자원봉사자뿐만 아니라 수많은 지역 편집자도 포함된다. 전체 웹사이트는 2009년에 다시 디자인되어 정적 HTML 페이지에서 오픈 소스 저작물 관리 시스템인 워드프레스로 이동했다.

## 같이 보기
- 스탠퍼드 철학 백과사전
- 온라인 백과사전 목록